# Paul Naschy
Paul Naschy, pseudonimo di Jacinto Molina Álvarez (Madrid, 6 settembre 1934 – Madrid, 30 novembre 2009), è stato un attore, sceneggiatore e regista spagnolo.
Personaggio di culto all'interno del cinema dell'orrore spagnolo, è comparso in più di 100 fra lungometraggi, cortometraggi e serie TV dal 1960 al 2008. Ha scritto inoltre una cinquantina di lungometraggi e diretto una ventina tra film di finzione e documentari. Nel 1998 ha ricevuto il premio alla carriera dal Festival internazionale del cinema di Porto e nel 2004 il premio onorario Màquina del Temps dal Festival internazionale del cinema fantastico della Catalogna. Nel 2000 ha ricevuto la Medalla de Oro al mérito en las Bellas Artes dal Ministerio de Educación, Cultura y Deporte.

## Filmografia parziale

### Attore
- Le notti di Satana (La marca del Hombre Lobo), regia di Enrique L. Eguiluz (1968)
- Operazione terrore (Los monstruos del terror), regia di Hugo Fregonese ed Eberhard Meichsner (1969)
- Le messe nere della contessa Dracula (La noche de Walpurgis), regia di León Klimovsky (1970)
- 7 cadaveri per Scotland Yard, regia di José Luis Madrid (1972)
- Il terrore sorge dalla tomba (El espanto surge de la tumba), regia di Carlos Aured (1972)
- La furia del Hombre Lobo, regia di José Maria Zabalza (1972)
- La vendetta dei morti viventi (Vengeance of the zombies), regia di León Klimovsky (1973)
- Il mostro dell'obitorio (El jorobado de la Morgue), regia di Javier Aguirre (1973)
- I diabolici amori di Nosferatu (El gran amor del conde Drácula), regia di Javier Aguirre (1973)
- L'orgia dei morti (La orgía de los muertos), regia di José Luis Merino (1973)
- Gli occhi azzurri della bambola rotta (Los ojos azules de la muñeca rota), regia di Carlos Aured (1973)
- Il giustiziere sfida la polizia (Una libélula para cada muerto), regia di León Klimovsky (1974)
- Kilma, la regina della jungla (La diosa salvaje), regia di Miguel Iglesias (1974)
- Le notti di Satana (Exorcismo), regia di Juan Bosch (1975)
- Il licantropo e lo yeti (La maldición de la bestia), regia di Miguel Iglesias (1975)
- La petroliera fantasma (Docteur Justice), regia di Christian-Jaque (1975)
- La grande vita (La gran vida), regia di Antonio Cuadri (2001)
- Rottweiler, regia di Brian Yuzna (2004)

### Regista
- Inquisición (1977)
- El huerto del Francés (1978)
- Madrid al desnudo (1979)
- El caminante (1979)
- El carnaval de las bestias (1980)
- Los cántabros (1980)
- El retorno del Hombre Lobo (1981)
- Latidos de pánico (1983)
- La bestia y la espada mágica (1983)
- El último kamikaze (1984)
- Mi amigo el vagabundo (1984)
- Operación Mantis (1985)
- El aullido del diablo (1988)
- Horror en el museo de cera (1990)
- La noche del ejecutor (1992)
- La Casa de Alba - serie TV (1992)
- Empusa (2010)

## Doppiatori italiani
- Adolfo Fenoglio in Rotweiler